# Гесклен (фільм)
«Геклен» (фр. Du Guesclin) — французький історичний фільм з Луї де Фюнесом. Перший дорогий фільм, що вийшов у Франції після закінчення Другої світової війни. Єдина режисерська робота Бернара де Латура (фр. Bernard de Latour).

## Сюжет
Фільм оповідає про життя Бертрана дю Геклена, починаючи з дитинства і до смерті у битві; про його битви проти англійців та наварців, за які йому був наданий титул констебля Франції.

## В ролях
- Фернан Гравей — Бертран Дюгеклен
- Жерар Урі — Карл V, король Франції
- Жизель Казадезюс — графиня
- Жюні Астор
- Луї де Фюнес — придворний астролог

## Аналіз фільму
Стилістика фільму близька до класичної трагедії; єдина жвава сцена — облога Мелена, в якій кріпаки Динанта зображують вежу, з якою герой падає в рів. Історична правдоподібність принесена в жертву вимогам жанру: Жюні Астор (фр. Junie Astor) у ролі коханої героя, умовно історичні костюми та відсутність згадок про кастильську кампанію дю Геклена.
Попри те, що фільм був знятий у 1948 році, авторам фільму вдалося уникнути підкреслення історичних паралелей між окупацією Франції в ході Столітньої війни та під час Другої світової. Акцент у фільмі, як і в попередній книжці Роже Верселя (фр. Roger Vercel), зроблено на неблагородному походженні дю Геклена та його протистоянні знаті. Останнє також відповідає дійсності: брати короля підтримували дю Геклена.